# Sundoreonectes
Sundoreonectes és un gènere de peixos de la família dels balitòrids i de l'ordre dels cipriniformes que es troba a Borneo (incloent-hi Sabah) i l'illa de Tioman (Pahang, Malàisia).

## Taxonomia
- Sundoreonectes obesus (Vaillant, 1902)[5]
- Sundoreonectes sabanus (Chin, 1990)[6]
- Sundoreonectes tiomanensis (Kottelat, 1990)[7][4]

Només Sundoreonectes sabanus i Sundoreonectes tiomanensis apareixen a la Llista Vermella de la UICN.